# عنکبوت جهنده تیبیالیس
عنکبوت جهنده تیبیالیس (نام علمی: Zygoballus tibialis) نام یک گونه از تیره عنکبوت‌های جهنده است. این‌گونه بومی آمریکای مرکزی است. این عنکبوت نخستین بار توسط یک عنکبوت‌شناس به نام اوکتاویس پیکارد-کامبریج در سال ۱۹۰۱ میلادی کشف شد. این‌گونه در مکزیک، گواتمالا، کاستاریکا، و احتمالاً پاناما یافت می‌گردد.